# Siegmund Oppler

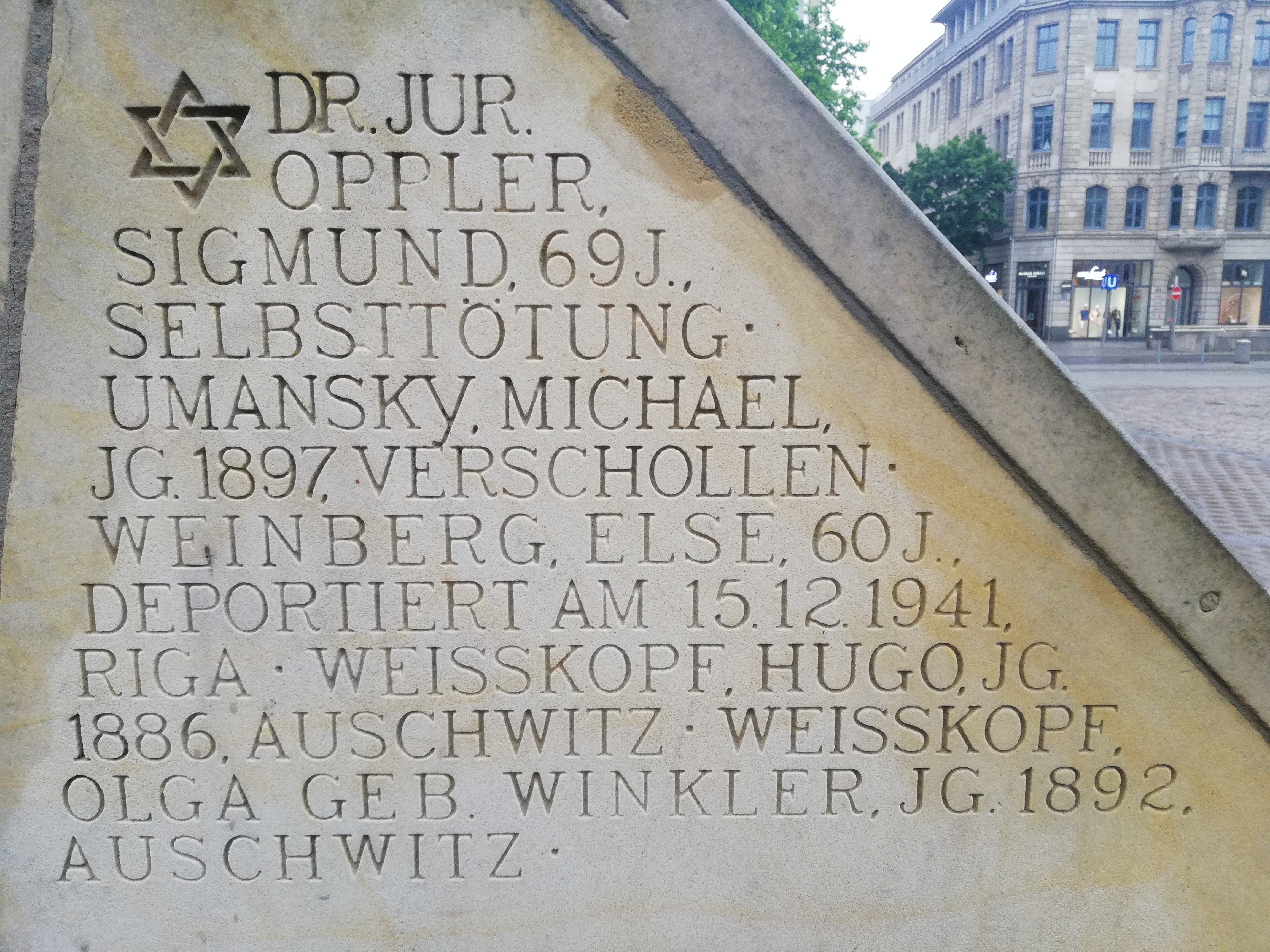
Inschrift für „Dr. jur. Oppler, Sigmund“ am Mahnmal für die ermordeten Juden Hannovers

Siegmund Oppler (geboren 16. Juli 1873 in Hannover; gestorben 17. September 1942 in Amsterdam) war ein deutscher Jurist.

## Leben
Siegmund Oppler war der Sohn des aus jüdischer Familie stammenden Architekten Edwin Oppler und der Ella Oppler, geborene Cohen. und der jüngste der drei beziehungsweise vier Opplerschen Brüder, neben dem Maler Ernst Oppler und dem Bildhauer und Graphiker Alexander Oppler auch der Arzt und Internist Berthold Oppler.
Oppler studierte Rechtswissenschaften und wurde 1895 promoviert. Anfang 1903 ließ er sich als Anwalt in seiner Heimatstadt Hannover nieder.
Während des Ersten Weltkrieges wirkte Oppler zunächst unentgeltlich in der städtischen Rechtsauskunftsstelle Hannover, bis er ab 1917 als Soldat in den Krieg zog. Zuvor war er Gründungsmitglied der 1916 aus Protest gegen die offizielle städtische Kunstpolitik Hannovers gegründeten Kestnergesellschaft, wurde in den Vorstand der Gesellschaft gewählt und wirkte dort – zeitweilig gemeinsam mit Leo Catzenstein – als Beirat.
Zu Beginn der Weimarer Republik erhielt er 1920 seine Bestellung zum Notar. 1921 verzeichnete ihn das Periodikum Preußische Statistik als Mitglied der Deutschen Demokratischen Partei (DDP).
Ab 1924 und bis 1933 wirkte Oppler zudem als Syndikus der hannoverschen Börse.
Innerhalb der Jüdischen Gemeinde Hannovers beteiligte sich Siegmund Oppler an der Leitung des Jüdischen Krankenhauses sowie an der Leitung des Jüdischen Altersheimes. Darüber hinaus verwaltete er die Cohenschen Stiftungen.
Nach der Machtergreifung durch die Nationalsozialisten und dem Gesetz über die Zulassung zur Rechtsanwaltschaft wurde Oppler per Berufsverbot 1935 das Notariat entzogen, im selben Jahr gab er seine Zulassung zur Anwaltschaft auf. 1936 war in der Zeitschrift Deutsche Justiz zu lesen, dass „RA, Dr. Siegmund Oppler“ beim Amtsgericht Hannover und beim Landgericht Hannover gelöscht worden war.
Nach der Novemberpogromen 1938 floh Oppler im April 1939 in die Niederlande  nach Amsterdam. Nach dem Überfall der Wehrmacht auf die Niederlande, Belgien und Luxemburg und im Angesicht der bevorstehenden Verschleppung in das KZ Auschwitz nahm sich Siegmund Oppler gemeinsam mit seiner Ehefrau Lily Oppler am 17. September 1942 in Amsterdam das Leben.

## Gedenken
Die Namen und Schicksale von Siegmund und Lily Oppler sind seit dem Jahr 2004 auf einer Schrifttafel des Mahnmals für die ermordeten Juden Hannovers nahe dem Opernhaus eingraviert.